# Crise tonique
Une crise tonique est une crise caractérisée par une augmentation accrue du tonus musculaire ou une raideur musculaire.
Elle peut entrainer la chute du sujet (avec risque de traumatismes notamment crâniens) ou une incontinence.
Les crises d'épilepsie peuvent se présenter comme des crises toniques, cloniques ou tonico-cloniques (avec une phase tonique suivie d'une phase clonique).